# Marguerite
Marguerite er et pigenavn, der er en fransk variant af Margrethe. Det anvendes også i Danmark, hvor også varianter som Marguerita og Margarita forekommer. Knap 200 danskere bærer et af disse navne ifølge Danmarks Statistik.

## Kendte personer med navnet
- Marguerite Duras, fransk forfatter.
- Marguerite Viby, dansk skuespiller.
- Marguerite Yourcenar, belgisk forfatter.

## Navnet anvendt i fiktion
- Marguerite er den kvindelige heltinde i Charles Gounods opera Faust.

## Andre anvendelser
- Margerit (eller Marguerit) er en blomst (Leucanthemum).
- Margueritruten er en turistrute gennem Danmark.